# Pawieł Zimin
Pawieł Michajłowicz Zimin (ros. Павел Михайлович Зимин, ur. 13 stycznia?/26 stycznia 1904 w Czeboksarach, zm. 7 września 1973 tamże) – funkcjonariusz radzieckich organów bezpieczeństwa, generał major.

## Życiorys
Rosjanin, w 1919 przyjęty do oddziału specjalnego przeznaczenia, a 1920 do regularnych oddziałów Armii Czerwonej. Od 1922 w pogranicznych wojskach OGPU, później NKWD jako szef placówki, później pracownik wywiadu. 1935 ukończył Wyższą Szkołę Pograniczną w Moskwie, a 1940 Akademię Wojskową im. Frunzego. Od września 1940 szef Oddziału 4 Wydziału 2 Głównego Zarządu Bezpieczeństwa Państwowego.
Od 1941 uczestnik działań frontowych. W lipcu 1941 mianowany zastępcą szefa sztabu wojsk NKWD ds. ochrony tyłów, od października 1941 szef sztabu wojsk NKWD ds. ochrony tyłów Frontu Zachodniego, od listopada 1941 zastępca wojskowego komendanta miasta Moskwy. 1942 kontuzjowany. Od marca 1942 szef sztabu Wojsk Pogranicznych NKWD Okręgu Czarnomorskiego - dowódca Wojsk NKWD Ochrony Tyłów Frontu Krymskiego, od lipca 1942 szef sztabu Wojsk NKWD Ochrony Tyłów Frontu Północno-Kaukaskiego, od listopada 1942 dowódca Specjalnego Rejonu Obronnego w Groznym - dowódca Dywizji Wojsk NKWD w Groznym. 20 grudnia 1942 mianowany generałem majorem. Od stycznia 1943 szef Zarządu Wojsk NKWD Ochrony Tyłów Frontu Północno-Kaukaskiego, od maja 1943 zastępca szefa Głównego Zarządu Wojsk NKWD Ochrony Tyłów ds. wywiadu. Od listopada 1944 do lipca 1945 dowódca Wojsk NKWD Ochrony Tyłów 1 Frontu Białoruskiego, od lipca 1945 do maja 1946 szef Zarządu Wojsk NKWD/MWD ZSRR w Niemczech. Od grudnia 1946 szef 2 Wydziału 2 Zarządu MSW ZSRR, od 7 kwietnia 1950 w rezerwie.

## Odznaczenia
- Order Lenina (1945)
- Order Czerwonego Sztandaru (trzykrotnie - 1943, 3 listopada 1944 i 1949)
- Order Kutuzowa I klasy (31 maja 1945)
- Order Kutuzowa II klasy (dwukrotnie - 1944 i 6 kwietnia 1945)
- Order Wojny Ojczyźnianej I klasy (1944)
- Order Czerwonej Gwiazdy (1941)
- Medal „Za obronę Moskwy”
- Medal „Za obronę Kaukazu”

inne medale.